# 布立吞人的国王
布立吞人的国王（威尔士语：Brenin y Brythoniaid；拉丁语：Rex Britannorum）这一称号常被（多为追溯性地）用来指称某位在凯尔特布立吞人中被认为最有权势的统治者。这一称号在罗马统治不列颠之前和之后都曾使用，直至诺曼人入侵威尔士和征服英格兰为止。布立吞人是操布立吞语（即威尔士语的祖先语言）的人群，分布在今日的威尔士、英格兰和苏格兰南部。布立吞人是英国本土民族的祖先之一，涵盖了威尔士人、康沃尔人、苏格兰人，也包括布列塔尼人。
在诺曼王朝和金雀花王朝时期，不列颠岛上仅剩威尔士（或部分地区）仍处于布立吞统治之下。在这一时期，“布立吞人”一词在不列颠境内逐渐成为对威尔士人的称呼。随着威尔士统治者相对于英格兰国王的权势逐渐式微，这一变化也体现在他们所使用头衔的演变上：从11世纪的“布立吞人的国王”逐渐演变为13世纪的“威尔士亲王”。